# Hydroeciodes anastagia
Hydroeciodes anastagia là một loài bướm đêm trong họ Noctuidae.